# بنك دولة فيتنام
بنك دولة فيتنام أو بنك فيتنام الحكومي (بالفيتنامية: Ngân hàng Nhà nước Việt Nam) هو البنك المركزي لفيتنام . وهي تمتلك حاليًا حصة تبلغ حوالي 65 ٪ من فيتن بنك - أكبر بنك مدرج في البلاد من حيث رأس المال.

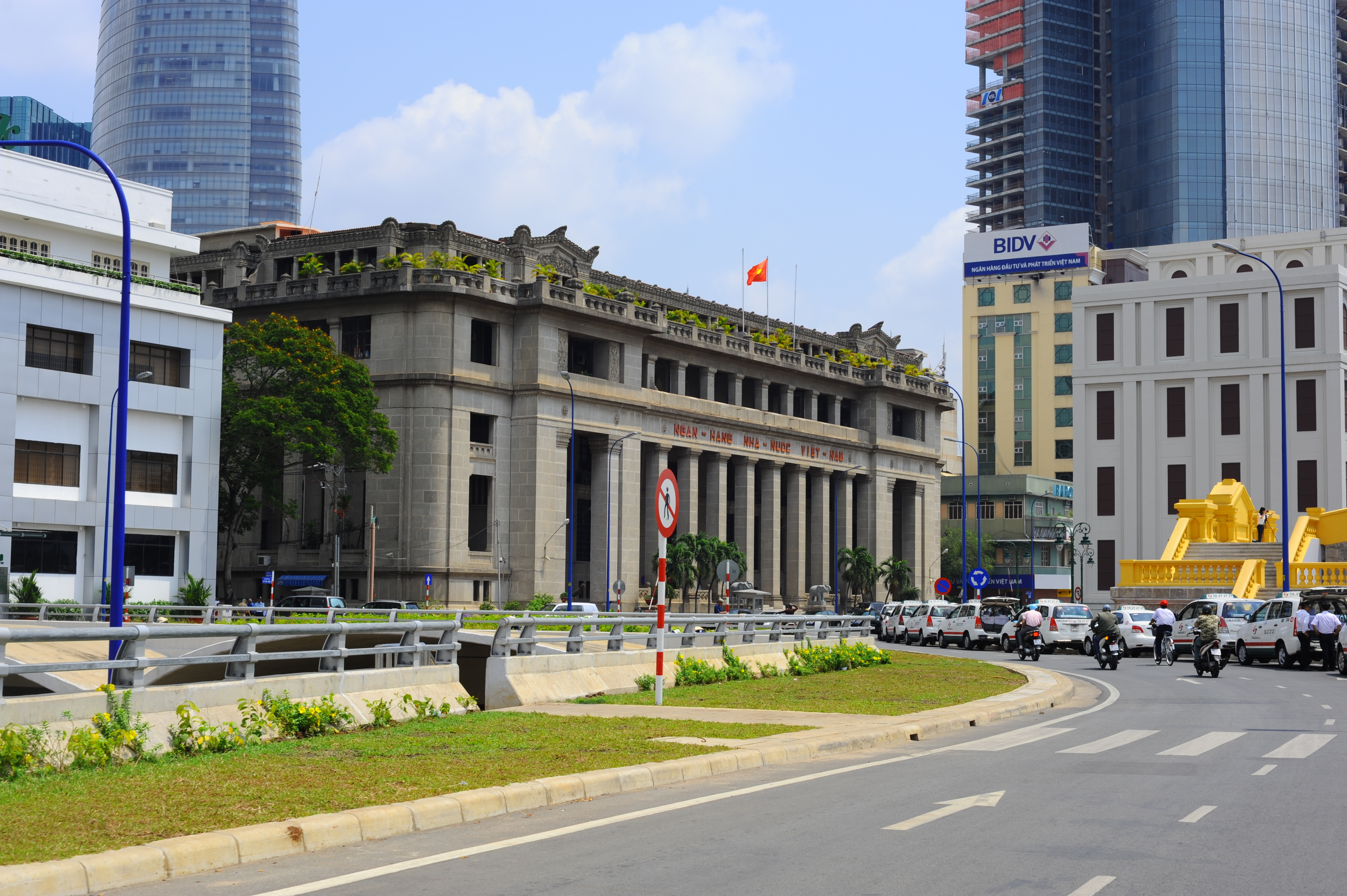
فرع بنك الدولة في مدينة هوشي منه.

في عصر تحرير دوي موي ، تم إصلاح النظام المصرفي في فيتنام. تم إنشاء بنوك جديدة ، بدءاً من بنك فيتنام الصناعي والتجاري (فيتن بنك - الآن أكبر بنك مدرج في البورصة) وبنك فيتنام للزراعة في عام 1988 ، وتقلص دور بنك الدولة تدريجياً إلى دور البنك المركزي. في عام 1990 ، أعاد مرسوم تنظيم بنك الدولة وأعاد تعريف وظيفته على النحو التالي: «نيابة عن الدولة ، لإدارة الأموال والائتمان والعمليات المصرفية في جميع أنحاء البلاد من أجل تحقيق الاستقرار في قيمة المال ، وهي الوكالة الوحيدة التي تتمتع بالسلطة لتداول عملة جمهورية فيتنام الاشتراكية»  بينما واصل بنك الدولة إقراض الشركات المملوكة للدولة في السنوات التالية ، فقد تم استبداله الآن إلى حد كبير باحترام البنوك الأخرى المملوكة للدولة والمصارف الخاصة .

## روابط خارجية
- (بالفيتنامية) (بالإنجليزية) بنك الدولة في الموقع الرسمي فيتنام